# Выборы главы администрации Архангельской области (1996)
Выборы главы администрации Архангельской области прошли в Архангельской области в декабре 1996 года. Это были первые выборы главы Архангельской области в постсоветский период. Выборы прошли в два тура, первый тур прошёл 8, а второй — 22 декабря. По их результатам Анатолий Антонович Ефремов, назначенный 4 марта президентом Борисом Ельциным на пост главы Архангельской области, был утверждён на должности до выборов 2000 года.
Явка на выборах составила 41,03 %. На первый тур число избирателей в Архангельской области составляло 1 045 128 человек, на второй тур — 1 041 079 человек.

## Кандидаты
4 из 5 инициативных групп избирателей смогли пройти процедуру регистрации кандидатов на пост главы администрации Архангельской области. Так на выборы смогли пройти 4 кандидата:
- Анатолий Антонович Ефремов, ранее назначенный на данную должность Борисом Ельциным, уроженец деревни Малое Тойнокурье Приморского района, помор[1];
- Юрий Александрович Гуськов, депутат II созыва Госдумы, избранный по Котласскому (№ 60) округу, русский;
- Павел Григорьевич Поздеев, военнослужащий, по данным «Центра военно-политических исследований» сотрудник силовых органов, ранее кандидат в Госдуму от Архангельской области[2];
- Александр Петрович Иванов, депутат АОСД и председатель планово-бюджетной комиссии в его составе.

## Ход выборов
Так как данные выборы были первыми выборами главы администрации Архангельской области и должны были пройти, соответственно, на территории всего региона, площадь которого больше площади Франции, но чуть меньше площади Украины, реализация их была затруднительна. Для неё было разрешено досрочное голосование на 49 избирательных участках в 10 сельских районах, кроме того, были организованы 145 избирательных участков на судах, на которых также было разрешено досрочное голосование. 
За выборами наблюдали 814 человек. Во время подготовки к выборам были поданы 14 жалоб в избирательную комиссию Архангельской области, все они были рассмотрены. 

## Результаты
В первом туре выборов лидировал Анатолий Ефремов, однако он не смог набрать 50 % для победы. Был назначен второй тур, в котором соревновались Ефремов и Юрий Гуськов. По итогам второго тура главой администрации Архангельской области продолжил быть Анатолий Ефремов. Его результаты варьировались в разных территориях Архангельской области: от 31,54 % на Соловках до около 60 % в Архангельске и 77,05 % в Коряжме. 
Явка в первом туре составила 47,62 %, во втором — 41,03 %.
| Результат | Результат | Анатолий Ефремов | Юрий Гуськов | Павел Поздеев | Александр Иванов | Против всех |
| --------- | --------- | ---------------- | ------------ | ------------- | ---------------- | ----------- |
| I тур     | Голосов   | 171 451          | 143 208      | 105 962       | 26 924           | 38 354      |
| I тур     | %         | 34,54            | 28,85        | 21,35         | 5,42             | 7,73        |
|           |           |                  |              |               |                  |             |
| II тур    | Голосов   | 250 184          | 141 743      |               |                  | 28 144      |
| II тур    | %         | 58,67            | 33,24        | 6,6           |                  |             |